# Résultats des recensements linguistiques des communes de la frontière linguistique
Le recensement linguistique était une partie du recensement décennal qui eut lieu en Belgique depuis 1846. Le but de ce comptage était de déterminer combien et quelles langues étaient parlées/connues dans la population.
Ces résultats, et particulièrement ceux des communes le long de la frontière linguistique en Belgique, ont joué un rôle important au niveau des problèmes communautaires.

## Remarques concernant les chiffres
Le recensement linguistique de 1846 n'enquêta que sur la langue couramment employée, le formulaire d'enquête spécifiant quatre langues, notamment :
« Hollandais/Flamand », « Français/Wallon », « Allemand » et « Anglais ». Une rubrique « Autre langue » sans explication complémentaire était également prévue. À partir de 1866 le recensement portait sur la connaissance des langues en se limitant au Néerlandais, Français et Allemand, les rubriques « Anglais » et « Autre langue » furent remplacées par la rubrique « Aucune ». À partir de 1910 on a enquêté non seulement sur la connaissance d'une langue mais également sur laquelle était utilisée le plus fréquemment, sans pour autant spécifier dans quel contexte (vie privée, publique ou professionnelle). 
Pour les recensements de 1846 à 1890 les enfants de moins de deux ans étaient comptés comme parlant la langue parlée au sein du foyer, à partir du recensement de 1900 ils étaient repris dans la rubrique « Aucune ».
Pour le calcul des % par langue la rubrique « Aucune » n'est pas prise en compte. Pour le recensement de 1846 les chiffres pour « Anglais » et « Autre langue » ne sont pas repris parce que trop insignifiants.
La source de tous les chiffres sont les résultats publiés dans les volumes du Moniteur Belge concernant les recensements populaires.
Abréviations: NL = néerlandais (nederlands), FR = français, D = allemand (deutsch).

## Résultats des communes se trouvant actuellement en Région wallonne
Ci-dessous sont repris les résultats des recensements de 1846 à 1947 pour les communes actuellement en Région wallonne se situant le long de la frontière linguistique au moment où celle-ci fut fixée en 1962 et ce de l'ouest du pays à l'est. Seul le nom en français est utilisé.

### Bas-Warneton
Langue exclusivement ou le plus fréquemment parlée.
| Année | NL Nombre | FR Nombre | D Nombre | NL Part | FR Part | D Part |
| ----- | --------- | --------- | -------- | ------- | ------- | ------ |
| 1910  | 61        | 652       | 0        | 8,6 %   | 91,4 %  | 0,0 %  |
| 1920  | 58        | 534       | 0        | 9,8 %   | 90,2 %  | 0,0 %  |
| 1930  | 145       | 644       | 0        | 18,4 %  | 81,6 %  | 0,0 %  |
| 1947  | 120       | 631       | 0        | 16,0 %  | 84,0 %  | 0,0 %  |

Remarque:
En fonction des résultats des recensements antérieurs et postérieurs, les données pour le recensement de 1866 tels que publiés ne semblent pas être correctes. E. Hennequin, directeur de l'institut cartographique militaire mentionne dans ses "Notes et documents à consulter dans l'étude cartographique et statistique des limites des langues nationales en Belgique" (publiées de novembre 1894 à mars 1895) que les chiffres pour les NL et FR ont été inversés.

### Comines
Langue exclusivement ou le plus fréquemment parlée.
| Année | NL Nombre | FR Nombre | D Nombre | NL Part | FR Part | D Part |
| ----- | --------- | --------- | -------- | ------- | ------- | ------ |
| 1910  | 3.495     | 2.830     | 0        | 55,3 %  | 44,7 %  | 0,0 %  |
| 1920  | 1.040     | 3.207     | 0        | 24,5 %  | 75,5 %  | 0,0 %  |
| 1930  | 1.490     | 5.734     | 0        | 20,6 %  | 79,4 %  | 0,0 %  |
| 1947  | 1.173     | 6.622     | 17       | 15,0 %  | 84,8 %  | 0,2 %  |

### Dottignies
Langue exclusivement ou le plus fréquemment parlée.
| Année | NL Nombre | FR Nombre | D Nombre | NL Part | FR Part | D Part |
| ----- | --------- | --------- | -------- | ------- | ------- | ------ |
| 1910  | 1.168     | 3.799     | 0        | 23,5 %  | 76,5 %  | 0,0 %  |
| 1920  | 917       | 3.871     | 0        | 19,2 %  | 80,8 %  | 0,0 %  |
| 1930  | 1.066     | 4.219     | 0        | 20,2 %  | 79,8 %  | 0,0 %  |
| 1947  | 714       | 5.030     | 1        | 12,4 %  | 87,6 %  | 0,0 %  |

### Houthem
Langue exclusivement ou le plus fréquemment parlée.
| Année | NL Nombre | FR Nombre | D Nombre | NL Part | FR Part | D Part |
| ----- | --------- | --------- | -------- | ------- | ------- | ------ |
| 1910  | 471       | 996       | 0        | 32,1 %  | 67,9 %  | 0,0 %  |
| 1920  | 211       | 565       | 0        | 27,2 %  | 72,8 %  | 0,0 %  |
| 1930  | 269       | 966       | 0        | 21,8 %  | 78,2 %  | 0,0 %  |
| 1947  | 169       | 1.045     | 1        | 13,9 %  | 86,0 %  | 0,1 %  |

### Mouscron
Langue exclusivement ou le plus fréquemment parlée.
| Année | NL Nombre | FR Nombre | D Nombre | NL Part | FR Part | D Part |
| ----- | --------- | --------- | -------- | ------- | ------- | ------ |
| 1910  | 6.621     | 14.897    | 9        | 30,8 %  | 69,2 %  | 0,0 %  |
| 1920  | 5.969     | 16.598    | 2        | 26,4 %  | 73,5 %  | 0,0 %  |
| 1930  | 10.107    | 21.499    | 9        | 32,0 %  | 68,0 %  | 0,0 %  |
| 1947  | 8.076     | 27.085    | 10       | 23,0 %  | 77,0 %  | 0,0 %  |

### Ploegsteert
Langue exclusivement ou le plus fréquemment parlée.
| Année | NL Nombre | FR Nombre | D Nombre | NL Part | FR Part | D Part |
| ----- | --------- | --------- | -------- | ------- | ------- | ------ |
| 1910  | 323       | 4 535     | 0        | 6,6 %   | 93,4 %  | 0,0 %  |
| 1920  | 515       | 2 122     | 0        | 19,5 %  | 80,5 %  | 0,0 %  |
| 1930  | 1 124     | 3 765     | 0        | 23,0 %  | 77,0 %  | 0,0 %  |
| 1947  | 849       | 3 764     | 0        | 18,4 %  | 81,6 %  | 0,0 %  |

### Warneton
Langue exclusivement ou le plus fréquemment parlée.
| Année | NL Nombre | FR Nombre | D Nombre | NL Part | FR Part | D Part |
| ----- | --------- | --------- | -------- | ------- | ------- | ------ |
| 1910  | 784       | 3.125     | 0        | 20,1 %  | 79,9 %  | 0,0 %  |
| 1920  | 240       | 932       | 0        | 20,5 %  | 79,5 %  | 0,0 %  |
| 1930  | 489       | 2.643     | 0        | 15,6 %  | 84,4 %  | 0,0 %  |
| 1947  | 436       | 2.688     | 1        | 14,0 %  | 86,0 %  | 0,0 %  |

## Résultats des communes se trouvant actuellement en Région flamande
Ci-dessous sont repris les résultats des recensements de 1846 à 1947 pour les communes actuellement en Région flamande se situant le long de la frontière linguistique au moment où celle-ci fut fixée en 1962 et ce de l'ouest du pays à l'est. Seul le nom en français est utilisé.

### Tervueren
Langue exclusivement ou le plus fréquemment parlée.
| Année | NL Nombre | FR Nombre | D Nombre | NL Part | FR Part | D Part |
| ----- | --------- | --------- | -------- | ------- | ------- | ------ |
| 1910  | 3.691     | 460       | 23       | 88,4 %  | 11,0 %  | 0,6 %  |
| 1920  | 4.609     | 515       | 0        | 89,9 %  | 10,1 %  | 0,0 %  |
| 1930  | 5.208     | 808       | 7        | 86,5 %  | 13,4 %  | 0,1 %  |
| 1947  | 5.106     | 1.303     | 18       | 79,4 %  | 20,3 %  | 0,3 %  |

### Dilbeek
Langue exclusivement ou le plus fréquemment parlée.
| Année | NL Nombre | FR Nombre | D Nombre | NL Part | FR Part | D Part |
| ----- | --------- | --------- | -------- | ------- | ------- | ------ |
| 1910  | 2.732     | 110       | 1        | 96,1 %  | 3,9 %   | 0,0 %  |
| 1920  | 3.030     | 274       | 0        | 91,7 %  | 8,3 %   | 0,0 %  |
| 1930  | 4.156     | 869       | 2        | 82,7 %  | 17,3 %  | 0,0 %  |
| 1947  | 5.124     | 2.006     | 2        | 71,8 %  | 28,1 %  | 0,0 %  |

### Hoeilaert
Langue exclusivement ou le plus fréquemment parlée.
| Année | NL Nombre | FR Nombre | D Nombre | NL Part | FR Part | D Part |
| ----- | --------- | --------- | -------- | ------- | ------- | ------ |
| 1910  | 3.951     | 165       | 0        | 96,0 %  | 4,0 %   | 0,0 %  |
| 1920  | 4.287     | 398       | 1        | 91,5 %  | 8,5 %   | 0,0 %  |
| 1930  | 4.973     | 566       | 3        | 89,7 %  | 10,2 %  | 0,1 %  |
| 1947  | 5.225     | 766       | 2        | 87,2 %  | 12,8 %  | 0,0 %  |

### Overijse
Langue exclusivement ou le plus fréquemment parlée.
| Année | NL Nombre | FR Nombre | D Nombre | NL Part | FR Part | D Part |
| ----- | --------- | --------- | -------- | ------- | ------- | ------ |
| 1910  | 6.432     | 324       | 2        | 95,2 %  | 4,8 %   | 0,0 %  |
| 1920  | 6.434     | 513       | 0        | 92,6 %  | 7,4 %   | 0,0 %  |
| 1930  | 7.200     | 768       | 4        | 90,3 %  | 9,6 %   | 0,1 %  |
| 1947  | 7.874     | 1.251     | 5        | 86,2 %  | 13,7 %  | 0,1 %  |

### Alsemberg(actuellement Beersel)
Langue exclusivement ou le plus fréquemment parlée.
| Année | NL Nombre | FR Nombre | D Nombre | NL Part | FR Part | D Part |
| ----- | --------- | --------- | -------- | ------- | ------- | ------ |
| 1910  | 1.750     | 51        | 9        | 96,7 %  | 2,8 %   | 0,5 %  |
| 1920  | 1.626     | 61        | 0        | 96,4 %  | 3,6 %   | 0,0 %  |
| 1930  | 1.690     | 93        | 0        | 94,8 %  | 5,2 %   | 0,0 %  |
| 1947  | 1.706     | 220       | 3        | 88,4 %  | 11,4 %  | 0,2 %  |

### Tourneppe(actuellementBeersel)
Langue exclusivement ou le plus fréquemment parlée.
| Année | NL Nombre | FR Nombre | D Nombre | NL Part | FR Part | D Part |
| ----- | --------- | --------- | -------- | ------- | ------- | ------ |
| 1910  | 5.355     | 49        | 8        | 98,9 %  | 0,9 %   | 0,1 %  |
| 1920  | 5.335     | 53        | 1        | 99,0 %  | 1,0 %   | 0,0 %  |
| 1930  | 3.506     | 42        | 0        | 98,8 %  | 1,2 %   | 0,0 %  |
| 1947  | 3.346     | 97        | 0        | 97,2 %  | 2,8 %   | 0,0 %  |

### Neuve-Église
Langue exclusivement ou le plus fréquemment parlée.
| Année | NL Nombre | FR Nombre | D Nombre | NL Part | FR Part | D Part |
| ----- | --------- | --------- | -------- | ------- | ------- | ------ |
| 1910  | 1 782     | 564       | 0        | 76,0 %  | 24,0 %  | 0,0 %  |
| 1920  | 1 429     | 423       | 0        | 77,2 %  | 22,8 %  | 0,0 %  |
| 1930  | 1 617     | 600       | 0        | 72,9 %  | 27,1 %  | 0,0 %  |
| 1947  | 1 471     | 723       | 0        | 67,0 %  | 33,0 %  | 0,0 %  |

### Wulverghem
Langue exclusivement ou le plus fréquemment parlée.
| Année | NL Nombre | FR Nombre | D Nombre | NL Part | FR Part | D Part |
| ----- | --------- | --------- | -------- | ------- | ------- | ------ |
| 1910  | 532       | 1         | 0        | 99,8 %  | 0,2 %   | 0,0 %  |
| 1920  | 298       | 4         | 0        | 98,7 %  | 1,3 %   | 0,0 %  |
| 1930  | 373       | 15        | 0        | 96,1 %  | 3,9 %   | 0,0 %  |
| 1947  | 362       | 11        | 0        | 97,1 %  | 2,9 %   | 0,0 %  |

### Messines
Langue exclusivement ou le plus fréquemment parlée.
| Année | NL Nombre | FR Nombre | D Nombre | NL Part | FR Part | D Part |
| ----- | --------- | --------- | -------- | ------- | ------- | ------ |
| 1910  | 1.146     | 190       | 0        | 85,8 %  | 14,2 %  | 0,0 %  |
| 1920  | 395       | 42        | 0        | 90,4 %  | 9,6 %   | 0,0 %  |
| 1930  | 679       | 322       | 0        | 67,8 %  | 32,2 %  | 0,0 %  |
| 1947  | 710       | 339       | 0        | 67,7 %  | 32,3 %  | 0,0 %  |

### Wytschaete
Langue exclusivement ou le plus fréquemment parlée.
| Année | NL Nombre | FR Nombre | D Nombre | NL Part | FR Part | D Part |
| ----- | --------- | --------- | -------- | ------- | ------- | ------ |
| 1910  | 3.058     | 287       | 1        | 91,4 %  | 8,6 %   | 0,0 %  |
| 1920  | 1.136     | 65        | 0        | 94,6 %  | 5,4 %   | 0,0 %  |
| 1930  | 2.248     | 152       | 0        | 93,7 %  | 6,3 %   | 0,0 %  |
| 1947  | 2.280     | 167       | 1        | 93,1 %  | 6,8 %   | 0,0 %  |

### Hollebeke
Langue exclusivement ou le plus fréquemment parlée.
| Année | NL Nombre | FR Nombre | D Nombre | NL Part | FR Part | D Part |
| ----- | --------- | --------- | -------- | ------- | ------- | ------ |
| 1910  | 869       | 69        | 0        | 92,6 %  | 7,4%%   | 0,0 %  |
| 1920  | 466       | 3         | 0        | 99,4 %  | 0,6 %   | 0,0 %  |
| 1930  | 652       | 20        | 0        | 97,0 %  | 3,0 %   | 0,0 %  |
| 1947  | 704       | 35        | 0        | 95,3 %  | 4,7 %   | 0,0 %  |

### Zandvoorde
Langue exclusivement ou le plus fréquemment parlée.
| Année | NL Nombre | FR Nombre | D Nombre | NL Part | FR Part | D Part |
| ----- | --------- | --------- | -------- | ------- | ------- | ------ |
| 1910  | 867       | 85        | 0        | 91,1 %  | 8,9 %   | 0,0 %  |
| 1920  | 267       | 28        | 0        | 90,5 %  | 9,5 %   | 0,0 %  |
| 1930  | 626       | 92        | 0        | 87,2 %  | 12,8 %  | 0,0 %  |
| 1947  | 696       | 49        | 0        | 93,4 %  | 6,6 %   | 0,0 %  |

### Wervicq
Langue exclusivement ou le plus fréquemment parlée.
| Année | NL Nombre | FR Nombre | D Nombre | NL Part | FR Part | D Part |
| ----- | --------- | --------- | -------- | ------- | ------- | ------ |
| 1910  | 9.125     | 184       | 4        | 98,0 %  | 2,0 %   | 0,0 %  |
| 1920  | 8.010     | 302       | 0        | 96,4 %  | 3,6 %   | 0,0 %  |
| 1930  | 10.033    | 791       | 0        | 92,7 %  | 7,3 %   | 0,0 %  |
| 1947  | 11.154    | 424       | 4        | 96,3 %  | 3,7 %   | 0,0 %  |

### Lowaige(actuellementTongres)
Langue exclusivement ou le plus fréquemment parlée.
| Année | NL Nombre | FR Nombre | D Nombre | NL Part | FR Part | D Part |
| ----- | --------- | --------- | -------- | ------- | ------- | ------ |
| 1910  | 1.036     | 12        | 0        | 98,9%   | 1,1%    | 0,0%   |
| 1920  | 1.037     | 7         | 0        | 99,3%   | 0,7%    | 0,0%   |
| 1930  | 992       | 17        | 0        | 98,3%   | 1,7%    | %      |
| 1947  | 982       | 9         | 0        | 99,1%   | 0,9%    | 0,0%   |

### Menin
Langue exclusivement ou le plus fréquemment parlée.
| Année | NL Nombre | FR Nombre | D Nombre | NL Part | FR Part | D Part |
| ----- | --------- | --------- | -------- | ------- | ------- | ------ |
| 1910  | 17.031    | 869       | 21       | 95,0 %  | 4,8 %   | 0,1 %  |
| 1920  | 14.629    | 1.154     | 0        | 92,7 %  | 7,3 %   | 0,0 %  |
| 1930  | 18.286    | 1.467     | 4        | 92,6 %  | 7,4 %   | 0,0 %  |
| 1947  | 19.750    | 1.247     | 5        | 94,0 %  | 5,9 %   | 0,0 %  |

### Rekkem(actuellementMenin)
Langue exclusivement ou le plus fréquemment parlée.
| Année | NL Nombre | FR Nombre | D Nombre | NL Part | FR Part | D Part |
| ----- | --------- | --------- | -------- | ------- | ------- | ------ |
| 1910  | 1.989     | 1.216     | 0        | 62,1 %  | 37,9 %  | 0,0 %  |
| 1920  | 2.128     | 965       | 0        | 68,8 %  | 31,2 %  | 0,0 %  |
| 1930  | 2.475     | 1.324     | 0        | 65,1 %  | 34,9 %  | 0,0 %  |
| 1947  | 3.099     | 1.186     | 2        | 72,3 %  | 27,7 %  | 0,0 %  |

### Rollegem
Langue exclusivement ou le plus fréquemment parlée.
| Année | NL Nombre | FR Nombre | D Nombre | NL Part | FR Part | D Part |
| ----- | --------- | --------- | -------- | ------- | ------- | ------ |
| 1910  | 2.273     | 1         | 0        | 100,0 % | 0,0 %   | 0,0 %  |
| 1920  | 2.149     | 34        | 0        | 98,4 %  | 1,6 %   | 0,0 %  |
| 1930  | 2.264     | 52        | 0        | 97,8 %  | 2,2 %   | 0,0 %  |
| 1947  | 2.345     | 86        | 1        | 96,4 %  | 3,5 %   | 0,0 %  |

### Bellegem
Langue exclusivement ou le plus fréquemment parlée.
| Année | NL Nombre | FR Nombre | D Nombre | NL Part | FR Part | D Part |
| ----- | --------- | --------- | -------- | ------- | ------- | ------ |
| 1910  | 2.905     | 3         | 0        | 99,9 %  | 0,1 %   | 0,0 %  |
| 1920  | 2.794     | 2         | 0        | 99,9 %  | 0,1 %   | 0,0 %  |
| 1930  | 2.898     | 20        | 0        | 99,3 %  | 0,7 %   | 0,0 %  |
| 1947  | 3.153     | 49        | 0        | 98,5 %  | 1,5 %   | 0,0 %  |

### Kooigem
Langue exclusivement ou le plus fréquemment parlée.
| Année | NL Nombre | FR Nombre | D Nombre | NL Part | FR Part | D Part |
| ----- | --------- | --------- | -------- | ------- | ------- | ------ |
| 1910  | 726       | 24        | 0        | 96,8 %  | 3,2 %   | 0,0 %  |
| 1920  | 668       | 21        | 0        | 97,0 %  | 3,0 %   | 0,0 %  |
| 1930  | 671       | 40        | 0        | 94,4 %  | 5,6 %   | 0,0 %  |
| 1947  | 700       | 32        | 0        | 95,6 %  | 4,4 %   | 0,0 %  |

### Espierres
Langue exclusivement ou le plus fréquemment parlée.
| Année | NL Nombre | FR Nombre | D Nombre | NL Part | FR Part | D Part |
| ----- | --------- | --------- | -------- | ------- | ------- | ------ |
| 1910  | 438       | 602       | 0        | 42,1 %  | 57,9 %  | 0,0 %  |
| 1920  | 251       | 727       | 0        | 25,7 %  | 74,3 %  | 0,0 %  |
| 1930  | 412       | 503       | 0        | 45,0 %  | 55,0 %  | 0,0 %  |
| 1947  | 304       | 567       | 0        | 34,9 %  | 65,1 %  | 0,0 %  |

### Helchin
Langue exclusivement ou le plus fréquemment parlée.
| Année | NL Nombre | FR Nombre | D Nombre | NL Part | FR Part | D Part |
| ----- | --------- | --------- | -------- | ------- | ------- | ------ |
| 1910  | 428       | 679       | 0        | 38,7 %  | 61,3 %  | 0,0 %  |
| 1920  | 355       | 554       | 0        | 39,1 %  | 60,9 %  | 0,0 %  |
| 1930  | 552       | 618       | 0        | 47,2 %  | 52,8 %  | 0,0 %  |
| 1947  | 459       | 498       | 0        | 48,0 %  | 52,0 %  | 0,0 %  |